# لغز الوصول (رواية)
لغز الوصول (بالإنجليزية: The Enigma of Arrival)‏ هي رواية حائزة لجائزة نوبل للكاتب البريطاني فيديادر سوراجبراساد نيبول، نشرت عام 1987، لأول مرة عن دار نشر فايكنغ بريس.